# Teddybears
Teddybears (dawniej Teddybears Sthlm od Teddybears Stockholm) – szwedzka grupa rockowa założona w 1991. Początkowo zespół składał się z wokalisty Patrika Arve’a oraz braci Joakima Åhlunda i Klasa Åhlunda. Później dołączył do nich perkusista Olsson. W 1993 zespół wydał swój debiutancki album You Are Teddybears. Kolejna płyta, nazwana I Can’t Believe It’s Teddybears STHLM została oddana do sprzedaży w 1996. Elementy muzyki elektronicznej wchodzące w skład trzeciego albumu Rock‘n’Roll Highschool (wydanego w 2000) spowodowały odejście od stylu hardcore, granego wcześniej przez Teddybears. Czwarta płyta, Fresh!, wydana w 2005, zawiera najlepiej rozpoznawalne utwory zespołu – Cobrastyle i Hey Boy. Pierwszy z nich został wykorzystany w kampanii reklamowej marki Heineken oraz jako ścieżka dźwiękowa gry FIFA 06. Utwór Hey Boy jest szerzej znany w Polsce w wykonaniu zespołu Blog 27.
W piosence Punkrocker, wykorzystanej w reklamie Cadillaca, zaśpiewał Iggy Pop.
24 marca 2010 roku ukazał się szósty album grupy – Devil’s Music.

## Dyskografia
| You Are Teddybears                    | - Data: 1 listopada 1993 - Wydawca: Armageddon Records | 35 |                    |
| I Can’t Believe It’s Teddybears STHLM | - Data: 1996 - Wydawca: MVG Records                    | 31 |                    |
| Rock ‘n’ Roll Highschool              | - Data: 9 sierpnia 2000 - Wydawca: MVG Records         | 1  | - SWE: złota płyta |
| Fresh                                 | - Data: 16 sierpnia 2004 - Wydawca: Epic Records       | 8  | - SWE: złota płyta |
| Soft Machine                          | - Data: 22 sierpnia 2006 - Wydawca: Big Beat, Columbia | –  |                    |
| Devil’s Music                         | - Data: 24 marca 2010 - Wydawca: Big Beat, Atlantic    | 10 |                    |
| „–” album nie był notowany.           |                                                        |    |                    |

## Nagrody i wyróżnienia
| Rok  | Kategoria            | Tytułem                                            | Nagroda | Nota      | Źródło |
| ---- | -------------------- | -------------------------------------------------- | ------- | --------- | ------ |
| 1995 | Årets Musikvideo     | „Step On It”                                       | Grammis | Nominacja | [ 7 ]  |
| 1997 | Årets Musikvideo     | „Magic Finger”                                     | Grammis | Nominacja | [ 8 ]  |
| 2001 | Årets Album          | Rock ‘n’ Roll Highschool                           | Grammis | Laur      | [ 9 ]  |
| 2001 | Årets Artist         | Teddybears STHLM                                   | Grammis | Nnminacja | [ 9 ]  |
| 2001 | Årets låt            | Thomas Rusiak feat. Teddybears STHLM – „Hiphopper” | Grammis | Nominacja | [ 9 ]  |
| 2001 | Årets Musikvideo     | Thomas Rusiak feat. Teddybears STHLM – „Hiphopper” | Grammis | Laur      | [ 9 ]  |
| 2001 | Årest Pop/Rock Grupp | Teddybears STHLM – Rock ‘n’ Roll Highschool        | Grammis | Laur      | [ 9 ]  |
| 2005 | Årest RockGrupp      | Fresh                                              | Grammis | Nominacja | [ 10 ] |
| 2005 | Årets Producent      | Teddybears STHLM & Phat Fabe – Fresh               | Grammis | Nominacja | [ 10 ] |